# سارا شاكون زونيغا
سارا شاكون زونيغا هي متسابقة ملكة الجمال إكوادورية، ولدت في 1 يونيو 1914 في غواياكيل في الإكوادور، وتوفيت في 1998.